# Gendün Chöphel
Amdo Gendün Chöphel (tibétain : དགེ་འདུན་ཆོས་འཕེལ) (1903-1951) est un moine, érudit et poète et peintre tibétain. Personnage original et controversé, ami de Rahul Sankrityayan, il est considéré par beaucoup comme l'un des intellectuels tibétains les plus importants du XXe siècle. Sa vie inspira à Luc Schaedler le film Angry Monk - Réflexions sur le Tibet.

## Biographie
Gendun Choephel est né en 1903 dans le village de Zhoepang, dans l'Amdo incorporé au Qinghai
Il quitte jeune son village et entre au monastère de Lama Tashikiel et y étudie les enseignements bouddhiques.
Il rejoint ensuite le monastère du Labrang. Il rencontre dans la ville proche un missionnaire américain avec qui il parle longuement de l’Amérique et du monde extérieur. Ce missionnaire exerce sur lui une influence déterminante. Gendun Choephel prend conscience du retard considérable de son pays.
En 1927, il quitte Labrang et se rend au monastère de Drépung, près de Lhassa. Il y approfondit ses connaissances et obtient le diplôme de geshé.
À Lhassa, il rencontre Rahul Sankrityayan, un marxiste anticolonialiste indien, et l'accompagne en Inde en 1934. Rahul est arrêté et emprisonné, et Gendun Choepel poursuit son parcours, visitant Varanasi, Delhi, Calcutta, Kalimpong.
Il publie des articles dans des journaux et fait scandale dans l’élite tibétaine de Lhassa en traduisant en tibétain le Kâmasûtra.
En 1937, Gendün Chöphel s’illustre en publiant dans la revue ronéotypée le Melong un article intitulé « La Terre est-elle ronde ou plate ? », où il soutient qu'elle est ronde, ce qui, selon le poète Jean Dif, était une « hérésie monstrueuse pour les religieux tibétains ! », du moins pour le lama responsable de Chöphel au monastère de Drépoung, qui n'est autre que le célèbre Sherab Gyatso.
En 1945, avec des intellectuels tibétains (Pandatsang Rapga, Kumbela et Canglocen Kung), il fonde à Kalimpong le parti progressiste tibétain (en anglais, Tibet Improvement Party), un parti ayant dans ses objectifs le renversement de l’ordre établi à Lhassa. Il est repéré par des agents qui en informent les Britanniques, dont Hugh Richardson, alors envoyé britannique à Lhassa.
Il rentre Lhassa en 1946 après une décennie passée à voyager en Inde et au Sri Lanka, où il avait été exposé à des cultures et des idées nouvelles et très influencé dans son mode de pensée et son comportement. Il ne sait pas qu'il est identifié comme espion. Il constate que rien n'a changé depuis son départ 13 ans plus tôt, le pouvoir est entre les mains de la même faction mêlant politique et religion.
En 1947, il est arrêté et incarcéré dans la prison située au pied du Potala. Selon Mara Matta, diplômée ès études d'Asie du Sud-est de L'Orientale, université de Naples, il est emprisonné par les autorités tibétaines conservatrices sous de fausses accusations de contrefaçon et de trahison. Selon Toni Huber, professeur d'études tibétaines à l'université Humboldt de Berlin, son incarcération est motivée par les craintes des élites tibétaines devant ses relations politiques progressistes et peut-être encore plus par ses critiques véhémentes à l'encontre du gouvernement et du système monastique traditionnels et par la jalousie des ennemis qu'il s'est faits en leur sein.
Selon Hisao Kimura, Gendün Chöphel ne fut emprisonné qu’une année, mais parfois, durant cette période, son esprit brillant mais toujours irrégulier dérapait. Ainsi, il eut une aventure avec une prisonnière originaire du Kham, et succomba à la dépendance de l'alcool et de l’opium. Chöphel est libéré de la prison de Shöl en mai 1949, alors que les communistes ont pris le pouvoir en Chine. Il est moralement et physiquement affaibli. Il se met à boire et à fumer et sa santé se détériore. Il ne se rétablit jamais entièrement et décède en 1951 à l'âge de 47 ans avec l'impression d’avoir raté sa vie : ses projets de réformes au Tibet n'ont pas vu le jour, et l’armée chinoise est entrée à Lhassa.
Selon une interview de 1992 publiée par Melvyn C. Goldstein en 2009, Ngawang Thondrup, un moine qui servit dans le gouvernement tibétain en 1948 et qui fut influencé par Gendün Chöphel, rapporte que ce dernier disait en particulier qu'il fallait réformer le système où des gens sont propriétaires d'autres gens (en tibétain dagpo gyab). Il voulait dire que les nobles avaient des serfs (en tibétain miser) et des domaines, et qu'ils étaient propriétaires des gens [qui y vivaient]. Les serfs de la famille Tsarong, par exemple, devaient demander la permission de leur maître s'ils voulaient partir. Et les serfs ne possédaient pas la terre. Nous disions qu'il fallait réformer le système féodal. Pour Chöphel, les monastères n'avaient nul besoin de détenir des domaines,.
Gendün Chöphel avait émis l'idée que l'on construise des toilettes publiques partout et que l'on oblige les familles riches à dépenser la même somme pour construire des toilettes publiques sur leurs domaines que ce qu'ils dépensaient pour leur propre maison.
Pour Jamyang Norbu, la peinture de Gendün Chöphel a été influencée par ses voyages en Inde où il a connu l’art bouddhiste indien et hindou de même que l'art européen, comme on peut le voir dans ses nus et ses danseurs.
Le peintre tibétain Amdo Jampa a été l'étudiant de Gendün Chöphel.
Abdul Wahid Radhu se considère comme un disciple de Gendün Chöphel.

## Ouvrages
- (fr) Le Mendiant de l'Amdo, Heather Stoddard, Paris, Société d'ethnographie, 1985  (ISBN 978-2-901161-28-8), (LCCN 88128545).
- (en) Dge-ʼdun-chos-ʼphel (A-mdo), Donald S. Lopez, In the Forest of Faded Wisdom: 104 Poems by Gendun Chopel, a Bilingual Edition, University of Chicago Press, 2009,  (ISBN 0226104524 et 9780226104522)

## Sources
- (en) Gendun Chöphel et Jeffrey Hopkins, Tibetan Arts of Love, Ithaca, Snow Lion Publications, 1993, 282 p. (ISBN 978-0-937938-97-3, LCCN 91025858)
- (de) Gedun Chopel (trad. de l'anglais), Die tibetische Liebeskunst : Eros, Ekstase und spirituelle Heilung, Fribourg, Nietsch, 2006, 298 p. (ISBN 978-3-934647-97-8, OCLC 181538912)
- (en) Gedun Chopel (trad. de l'anglais), Dhammapada, Translation of the Dharma Verses with the Tibetan Text, Berkeley, Dharma Publishing, 1985 (ISBN 978-0-913546-98-7, LCCN 85015969)
- (en) Benjamin Bogin et Hubert Decleer, « Who was 'this evil friend' ('the dog', the 'fool', 'the tyrant') in Gedun Chophel's Sad Song? », The Tibet Journal, Library of Tibetan Works and Archives, vol. 22, no 3,‎ automne 1997, p. 67-78
- (en) Tony Huber, Guide To India : A Tibetan Account by Amdo Gendun Chophel, Dharamsala, India, Library of Tibetan Works & Archives, 2000 (ISBN 978-81-86470-25-1, LCCN 00374824)
- (en) Thupten Jinpa et B. Alan Wallace (dir.), Buddhism & Science : Breaking New Ground, New York, Published by Columbia University Press, 2003, 444 p., poche (ISBN 978-0-231-12335-8, LCCN 2002031502, lire en ligne), « Science as an Allay or a Rival Philosophy? Tibetan Buddhist Thinkers' Engagement with Modern Science », p. 71-85
- (en) Donald S. (Jr.) Lopez, The Madman's Middle Way : Reflections on Reality of the Tibetan Monk Gendun Chopel, Chicago, University Of Chicago Press, 2007, 264 p. (ISBN 978-0-226-49317-6, OCLC 141382641, lire en ligne)
- (en) Irmgard Mengele, Gedun Chopel : A Biography of the 20th Century Tibetan Scholar, Dharamsala, India, Library of Tibetan Works & Archives, 1999, 1re éd., 153 p. (ISBN 978-81-86470-23-7, LCCN 99938936)
- Heather Stoddard, Le mendiant de l'Amdo (Recherches sur la Haute Asie), Paris, Société d'ethnographie, 1985, 395 p. (ISBN 978-2-901161-28-8, LCCN 88128545)
- Roerich, George N. and Gedun Choepel (Translator) (1988). The Blue Annals by Gö Lotsawa. Motilal Banarsidass, Delhi, 1976, Reprint in 1979. [reprint of Calcutta, Royal Asiatic Society of Bengal, 1949, in two volumes].